# Barclays Dubai Tennis Championships 2010
Die Barclays Dubai Tennis Championships 2010 waren ein Tennisturnier der WTA Tour 2010 für Damen und ein Tennisturnier der ATP World Tour 2010 für Herren in Dubai. Das Damenturnier der WTA fand vom 15. bis 21. Februar 2010 statt, das Herrenturnier der ATP vom 22. bis 27. Februar 2010.
Titelverteidiger im Einzel war Novak Đoković bei den Herren sowie Venus Williams bei den Damen. Beide konnten ihren Titel erfolgreich verteidigen. Im Herrendoppel waren die Titelverteidiger die Paarung Rik De Voest und Dmitri Tursunow, im Damendoppel die Paarung Cara Black und Liezel Huber.

## Herrenturnier
→ Qualifikation: Barclays Dubai Tennis Championships 2010/Herren/Qualifikation

## Damenturnier
→ Qualifikation: Barclays Dubai Tennis Championships 2010/Damen/Qualifikation